# Zwóz (zniesiona osada)
Zwóz – dawna osada w Polsce położona w województwie opolskim, w powiecie oleskim, w gminie Dobrodzień.
W latach 1975–1998 miejscowość administracyjnie należała do województwa częstochowskiego.
Nazwę zniesiono z 2023 r.